# Fabrício dos Santos Messias
Fabrício dos Santos Messias (Hortolândia, São Paulo, 28 de marzo de 1990), conocido deportivamente como Fabrício, es un futbolista brasileño. Juega de delantero y su equipo es el Juventus-SP del Campeonato Paulista Serie A2.

## Trayectoria

### Clubes
| Club                          | País     | Año       |
| ----------------------------- | -------- | --------- |
| S. C. Corinthians             | Brasil   | 2008-2010 |
| Capivariano F. C. (préstamo)  | Brasil   | 2009      |
| Ituano F. C. (préstamo)       | Brasil   | 2009      |
| E. C. Juventude (préstamo)    | Brasil   | 2010      |
| Botafogo F. R.                | Brasil   | 2011      |
| Portimonense S. C.            | Portugal | 2011-2018 |
| Hangzhou Greentown (préstamo) | China    | 2012      |
| Kashima Antlers (préstamo)    | Japón    | 2016-2017 |
| Urawa Red Diamonds            | Japón    | 2018-2021 |
| Portimonense S. C. (préstamo) | Portugal | 2020-2021 |
| Portimonense S. C.            | Portugal | 2021-2022 |
| Guangxi Pingguo Haliao        | China    | 2022-     |

## Palmarés

### Títulos nacionales
| Título             | Club               | País     | Año  |
| ------------------ | ------------------ | -------- | ---- |
| J1 League          | Kashima Antlers    | Japón    | 2016 |
| Copa del Emperador | Kashima Antlers    | Japón    | 2016 |
| Segunda Liga       | Portimonense S. C. | Portugal | 2017 |
| Copa del Emperador | Urawa Red Diamonds | Japón    | 2018 |